# RWE npower

RWE Npower plc (пацює під торговою маркою npower) — британська електро-і газопостачальна генеруюча компанія, раніше відома як Innogy plc. Штаб-квартира підприємства у місті Свіндон.
Як Innogy plc вона була зареєстрована на Лондонській фондовій біржі і була складовою частиною FTSE 100 Index. У 2002 році вона була придбана німецькою компанією RWE і згодом була перейменована в RWE Npower plc